# Mango (nhãn hàng)
Punto Fa, S.L., tên kinh doanh (cách điệu): MANGO, là công ty may mặc thời trang của Tây Ban Nha. Thương hiệu được hai anh em Isak Andic và Nahman Andic thành lập năm 1984 tại Barcelona, Tây Ban Nha.

## Cửa hàng
Số lượng cửa hàng của hãng trên toàn thế giới, số liệu ngày 12 tháng 7 năm 2018
| Châu Phi: - Sénégal: 1 - Ghana: 1 | Châu Mỹ: - Chile: 39 - Perú: 35 - México: 28 - Colombia: 26 - Hoa Kỳ: 6 - Venezuela: 5 - Guatemala: 4 - Argentina: 3 - Costa Rica: 3 - Ecuador: 3 - Cộng hòa Dominica: 2 - Honduras: 2 - Aruba: 1 - Bermuda: 1 - Puerto Rico: 1 - Cuba: 1 - Curaçao: 1 - Suriname: 1 - El Salvador: 1 - Guadeloupe: 1 - Martinique: 1 - Nicaragua: 1 - Panama: 1 - Canada: 1 | Châu Á - Thái Bình Dương: - Sri Lanka: 1 | Châu Âu: - Moldova: 1 |